# Carl Richard Luther
Carl Richard Luther (Wenen, 7 oktober 1900 – aldaar, 21 september 1974) was een Oostenrijks componist, muziekpedagoog, dirigent en pianist

## Levensloop
Luther kreeg al op 10-jarige leeftijd pianoles. Hij studeerde piano, muziektheorie en compositie aan de Academie voor muziek in Wenen (tegenwoordig: Universität für Musik und darstellende Kunst Wien) bij Hans Gál, Franz Schmidt en Joseph Marx. Hij werkte als dirigent, correpetitor, muziekpedagoog en pianist. Als componist schreef hij aanvankelijk geavanceerde werken, maar concentreerde zich later op lichte muziek (Wienerlied) en werken voor harmonieorkest. In 1958 veroverde hij een prijs in de compositiewedstrijd Wienerlied-Wettbewerb. In 1969 publiceerde hij een boek met de titel Das große Bläser-Schulwerk. 

## Composities

### Werken voor harmonieorkest
- Ein Rendezvous zum Wochenend, intermezzo, op. 24
- Rhapsodie-Ouvertüre, op. 43
- Marsch: Immer in Stimmung

### Vocale muziek

#### Liederen
- Wo gibt’s an besseren Wein?
- I fang zum wana an

### Kamermuziek
- Aller Anfang, voor 2 klarinetten
- Altwiener Tanz, voor 2 klarinetten
- Andante cantabile, voor 3 klarinetten
- Capriolen Spiel, voor 2 klarinetten
- Das Ringelspiel, intermezzo voor 3 klarinetten
- Die kleine Pendeluhr, intermezzo voor 3 klarinetten
- Divertimento, voor dwarsfluit, 2 klarinetten, hoorn (of bariton), op. 44
- Inpromptu in G majeur, voor 3 klarinetten
- Invention (à la Bach) nr. 1, voor 2 klarinetten
- Invention (à la Bach) nr. 2, voor 2 klarinetten
- Kleines Vorspiel, voor 3 klarinetten
- Nußdorfer Idyll, voor Schrammelkwartet
- Präludium-Pastorale nr. 1, voor 2 klarinetten
- Präludium-Pastorale nr. 2, voor 2 klarinetten
- Serenade am Abend, voor 3 klarinetten
- Zur Feierstunde, voor 3 klarinetten

## Publicaties
- Das große Bläser Schulwerk, Karlsruhe: Musikverlag Wilhelm Halter, 44 p.